# Cemil Turan
Cemil Turan, né le 1er janvier 1947 à Istanbul, est un footballeur turc qui évoluait au poste d'attaquant.

## Biographie
Il a joué à  Sariyer, Istanbulspor, Fenerbahçe et en équipe nationale pour laquelle il a marqué 19 buts en 44 sélections entre 1969 et 1979. 
Avec Fenerbahçe il a remporté 3 fois le championnat de Turquie (1974, 1975, 1978) et terminé 3 fois meilleur buteur du championnat (1974, 1976, 1978).